# Saltator à ventre roux
Pseudosaltator rufiventris
Espèce
Le Saltator à ventre roux (Pseudosaltator rufiventris) est une espèce de la famille des Cardinalidae.

## Systématique
Le nom scientifique complet (avec auteur) de ce taxon est Pseudosaltator rufiventris d'Orbigny & Lafresnaye, 1837.
Ce taxon porte en français le nom vernaculaire ou normalisé suivant : Saltator à ventre roux.